# ویکتور براون
ویکتور براون (انگلیسی: Victor Browne؛ زادهٔ ۱۰ ژانویهٔ ۱۹۴۲) دوچرخه‌سوار اهل استرالیا است. وی در بازی‌های المپیک تابستانی ۱۹۶۴ شرکت کرده است.